# Ингрэм, Джонас Ховард
Джонас Ховард Ингрэм (англ. Jonas Howard Ingram; 15 октября 1886, Джефферсонвилл, Индиана — 10 сентября 1952, Сан-Диего, Калифорния) — адмирал Военно-морского флота США, кавалер высшей военной награды США — Медали Почёта.

## Биография

### Молодые годы и образование

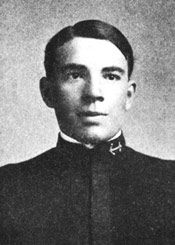
Выпускник Военно-морской академии США.

Джонас Ховард Ингрэм родился 15 октября 1886 года в Джефферсонвилле (штат Индиана, США). Его отец, Уильям Томас Ингрэм, работал подрядчиком, а мать, Энн Говард Ингрэм, была дочерью Джонаса Дж. Говарда — члена Палаты представителей США от Индианы в 49-м и 50-м Конгрессах. У Джонаса было два брата — Уорланд и Билл, которые впоследствии избрали спортивную карьеру
Джонас Ингрэм учился в средней школе Джефферсонвилла. В 1903 году окончил Военную академию Калвера, после чего в возрасте 17 лет поступил в Военно-морскую академию США. Там он был членом команды по гребле, бегу и регби, играя на позициях фуллбэка и лайнбэкера. В 1906 году Ингрэм привёл команду «Нэйви Мидшипмен» к первой победе за шесть лет противостояния над непримиримым соперником—командой «Арми Блэк Найтс». За свои спортивные достижения он получил престижную награду «Спортивный меч». В 1907 году Ингрэм окончил Военно-морскую академию. Примечательно, что выпускником того же года стали трое будущих кавалеров Медали Почёта — Уиллис Уинтер Брэдли-младший, Джордж Маккэлл Куртс и Клод Эштон Джонс.

### Служба на флоте и спортивная карьера
В качестве мидшипмена Ингрэм прослужил два года на броненосце «USS Nebraska». В июне 1909 года в звании энсина он был направлен на тренировочное судно «USS Hartford», а затем переведён на броненосец «USS Iowa». Во время службы на крейсере «USS Tacoma», в июне 1912 года Ингрэм получил звание лейтенанта младшего класса и сентябре переведён на броненосец «USS Arkansas». Входя в расчёт башни, он установил мировой рекорд по стрельбе из 12-дюймовых (305 мм) орудий.
22 апреля 1914 года Ингрэм принял участие в оккупации Веракруса на территории Мексики. Генеральным указом № 177 от 4 декабря 1915 года лейтенант младшего класса Ингрэм был награждён Медалью Почёта.

Президент Соединённых Штатов Америки, от имени Конгресса, с гордостью представляет Медаль Почёта лейтенанту младшего класса Джонасу Ховарду Ингрэму (NSN: 0-6587), Военно-Морской Флот Соединённых Штатов, за выдающееся поведение в бою во время вступления в Вера-Крус, Мексика, 22 апреля 1914 года. На второй день боёв оказанные им услуги оказались выдающимися и заметными. Он обратил на себя внимание умелым и эффективным обращением с артиллерией и пулеметами батальона Arkansas, благодаря чему он был специально отмечен в донесениях.
Оригинальный текст (англ.)For distinguished conduct in battle, engagement of Vera Cruz, 22 April 1914. During the second day's fighting the service performed by him was eminent and conspicuous. He was conspicuous for skillful and efficient handling of the artillery and machineguns of the Arkansas battalion, for which he was specially commended in reports.

В течение трёх сезонов с 1915 по 1917 год Ингрэм занимал должность 15-го главного тренера футбольной команды Военно-морской академии, базирующейся в Аннаполисе (штат Мэриленд). За это время команда под его руководством одержала девять побед, потерпела 8 поражений и 2 ничьи. В связи с этим, Ингрэм отмечал, что «ближе всего к войне в мирное время это футбол». В то же время, за Ингрэмом закрепилось прозвище «Однорукий адмирал», потому что он часто повторял — «я отдам свою правую руку, чтобы выиграть эту игру с мячом».
В период Первой мировой войны Ингрэм служил на кораблях «USS Wisconsin», «USS Kearsarge», «USS Kentucky» и «USS Alabama». В августе 1916 года произведён в лейтенанты, а в октябре 1917 года повышен до лейтенант-командера и назначен помощником и флаг-офицером командира Третьего дивизиона Боевых сил Атлантического флота и Девятого дивизиона броненосцев британского Большого флота контр-адмирала Хью Родмана. За «выдающуюся службу» в штабе Родмана, Ингрэм был награждён Военно-морским крестом. После того как в июле 1919 года Родман стал главнокомандующим Атлантического флота, Ингрэм остался его помощником. В 1921 году он стал начальником штаба коменданта Девятого военно-морского округа в районе Великих озёр (штат Иллинойс). Получив в июне 1924 года звание коммандера, Ингрэм стал командиром эскадренного миноносца «USS Stoddert».
С 1926 по 1930 год Ингрэм занимал пост руководителя по спортивной подготовке футбольной команды Военно-морской академии. С 1930 по 1933 год он был командиром линкора «USS Pennsylvania», в 1932 году стал исполняющим обязанности начальника отделения по связям с общественностью Управления руководителя военно-морскими операциями в Вашингтоне (округ Колумбия), а с 1933 по 1936 год находился на посту помощника секретаря Военно-морского флота.

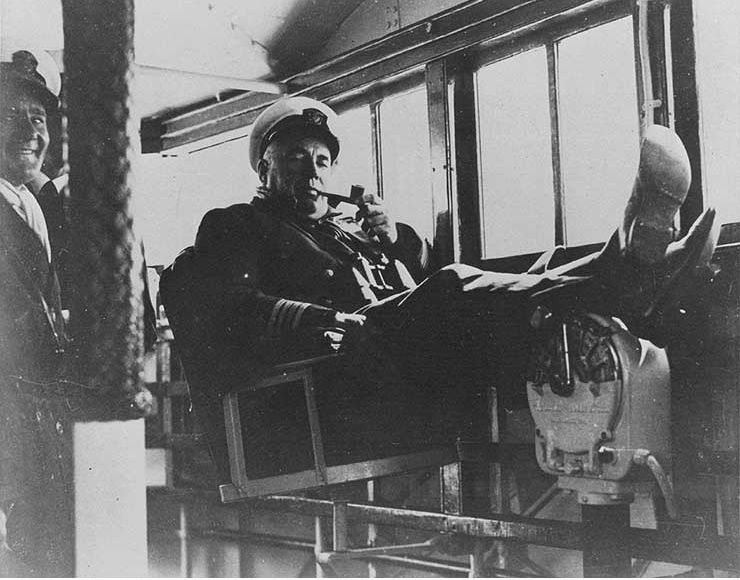
Ингрэм в капитанском кресле на борту «USS Litchfield», 1935 год.

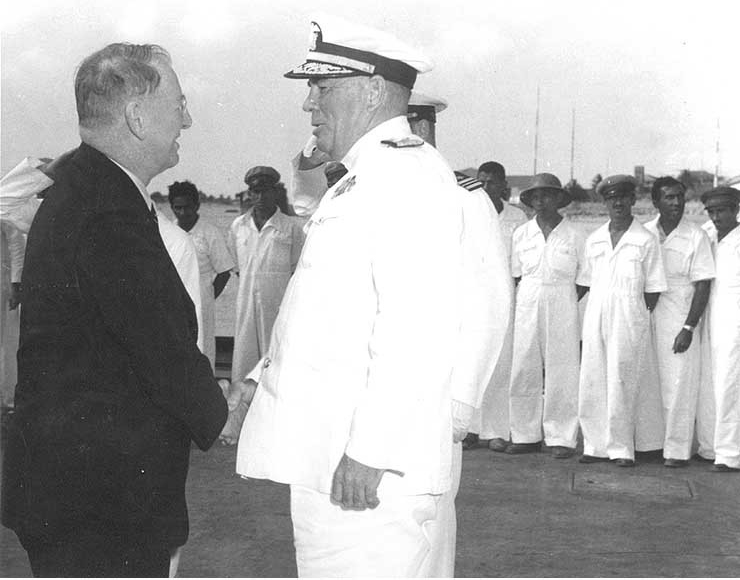
Вице-адмирал Ингрэм и секретарь флота Нокс в Бразилии, 1943 год

После присвоения звания капитана в июне 1935 года, Ингрэм стал командиром Шестой эскадры эсминцев Боевых сил на борту эсминца «USS Litchfield». С 1937 по 1939 год он был капитаном Нью-Йоркской военно-морской верфи в Бруклине (штат Нью-Йорк), в 1940 году посещал Военно-морской колледж в Ньюпорте (штат Род-Айленд), а затем был командиром линкора «USS Tennessee». После начала Второй мировой войны, 10 января 1941 года Ингрэм был возведён в звание контр-адмирала и назначен командиром Второго дивизиона крейсеров на борту «USS Memphis». В феврале 1942 года он был повышен в звании до вице-адмирала и назначен командиром Третьей целевой группы, впоследствии переименованной в Двадцать третью целевую группу. В сентябре того же года Ингрэм назначен командующим Четвёртого флота и командиром Южно-Атлантических сил Атлантического флота США со штаб-квартирой в Ресифи (Бразилия). Флот был направлен в Бразилию по просьбе руководства этой страны и 30 сентября того же года в расположение командования с инспекцией прибыл секретарь флота Фрэнк Нокс. Президент Бразилии Жетулиу Варгас уважал Ингрэма как своего секретного военного советника и называл его «властелином моря», открыв для Военно-морского флота США все бразильские порты и аэродромы, а также предоставив американцам оперативный контроль над силами береговой обороны. Ингрэм в свою очередь руководил обучением и вооружением состава военно-морских сил Бразилии и с помощью бразильских судов организовал оборону побережья от немецких субмарин «U-boat», выходивших в море из французских портов.
В 1942 году Ингрэм был награждён медалью «Пурпурное сердце» за ранение, полученное во время встречи с «волчьей стаей» немецких подлодок. 19 марта 1944 года он был награждён медалью «За выдающуюся службу» за «разработку и реализацию обстоятельных и эффективных планов для борьбы и в конечном счете уничтожения вражеские силы в жизненной важной и относительно незащищенной Южной Атлантике». В ноябре того же года Ингрэм был произведён в адмиралы и 15 ноября назначен главнокомандующим Атлантического флота США. 22 ноября 1944 года Ингрэм был награждён золотой звездой к медали «За выдающуюся службу» за «проявление самые высоких качеств инициативы и лидерства в ведении войны против вражеских подводных и надводных сил, действующих в Южной Атлантике».
9 ноября 1944 года журналист Энди Руни опубликовал статью в газете «The New York Times», в которой рассказал о том, как его друг-офицер разведки увидел, что рядом с Нью-Йорком пролетела ракета, запущенная с немецкой подлодки, после чего пошли слухи о том, что в нацистской Германии доработали ракеты «Фау-2», которые могут долететь до континентальной части США. 8 января 1945 года Ингрэм заявил в радиоэфире, что «не только возможно, но и вероятно», что Нью-Йорк и Вашингтон станут мишенью бомб-роботов в течение «от 30 до 60 дней», однако такая атака не нанесёт много урона, но «безусловно вызовет потери в ограниченной области, которую бомба может поразить. Для тревоги нет причин. Чтобы предупредить эту угрозу были приняты эффективные меры». После этих слов у железнодорожных и автобусного вокзалов Нью-Йорка и Вашингтона скопились толпы людей, и руководство Военно-морского флота США выпустило опровержение, в котором было сказано, что «больше нет причин верить тому, что Германия сейчас нападёт на нас с бомбами-роботами, как 7 ноября 1944 года».
14 декабря 1945 года Ингрэм был награждён второй золотой звездой к медали «За выдающуюся службу» за «выдающуюся квалификацию и смелую стратегию, с которыми он направил силы Атлантического флота на успешную борьбу с угрозой немецких подводных лодок». 26 сентября 1946 года он ушёл с поста главнокомандующего Атлантического флота США, а 1 апреля 1947 года вышел в отставку после 44 лет военной службы.

### В отставке
С 1947 по 1949 год Ингрэм был комиссаром Всеамериканской футбольной конференции, получая более 30 тысяч долларов США в год. С 1947 по 1952 год Ингрэм занимал пост президента «Acme Fuel Company», а с 1949 по 1952 год — директора «Reynolds Metals Company». Также Ингрэм являлся почётным членом яхт-клуба Максинкаки.
В последние годы Ингрэм жил в Коронадо (штат Калифорния). В августе 1952 года во время службы на посту супер-интенданта летних школ Военной академии Калвера, он перенёс первый сердечный приступ, а 9 сентября — второй.

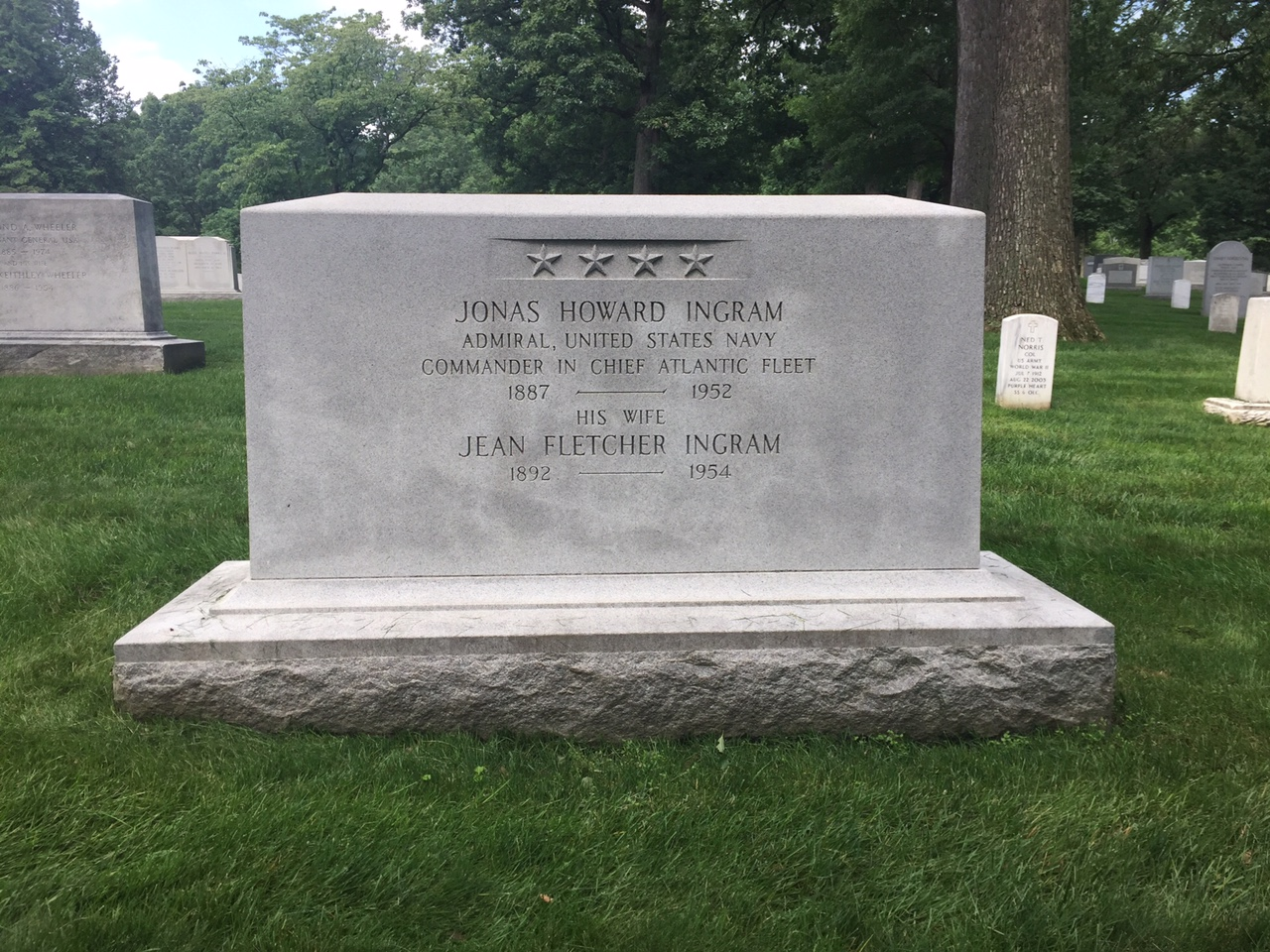
Надгробие на могиле четы Ингрэмов

Джонас Ховард Ингрэм скончался вечером 10 сентября 1952 года в Военно-морском госпитале в Сан-Диего (штат Калифорния). Похоронен в могиле № 643 секции № 30 на Арлингтонском национальном кладбище в Арлингтоне (штат Виргиния).

## Личная жизнь
Жена — Джин Флетчер Коффин (1892—1954), сестра Чарльза Харви Брэдли из Индианаполиса. Двое детей — Мэри-Бирч Ингрэм (жена полковника Корпуса морской пехоты Лоуренса С. Хейса) и Уильям Томас Ингрэм II (в 1938 году окончил Военно-морскую академию, регбист и баскетболист, участник Второй мировой войны, в 1947 году вышел в отставку в звании коммандера, занимался бизнесом в «Reynolds Metals Company»).

## Награды
Награды:

награждает Ингрэма бразильской государственной наградой, 1942 год.

- США — Медаль Почёта, Военно-морской крест, Медаль «За выдающуюся службу» с двумя золотыми звёздами, Медаль «Пурпурное сердце», Медаль службы в Мексике[англ.], Медаль Победы в Первой мировой войне с планкой[англ.] «БОЛЬШОЙ ФЛОТ», Американская медаль оборонной службы с бронзовой литерой «A»[англ.], Медаль «За Американскую кампанию», Медаль «За Европейско-африканско-ближневосточную кампанию», Медаль Победы во Второй мировой войне;
- Бразилия[англ.] — Великий офицер Ордена Южного Креста[Комм. 1], Великий офицер Ордена Военных заслуг, Орден Морских заслуг, Великий офицер Ордена Авиационных заслуг;
- Бельгия — Орден Леопольда II;
- Великобритания — Рыцарь-командор Ордена Британской империи;
- Франция — Командор Ордена Почётного легиона[Комм. 2].

## Память
В 1957 году именем Ингрэма был назван эсминец «USS Jonas Ingram» типа «Форрест Шерман», находившийся в строю до 1983 года.
В 1968 году имя Ингрэма было внесено в Зал славы колледж-футбола.
В честь Ингрэма назван «Ингрэм-филд» — поле Военно-морской академии в Аннаполисе для занятий различными видами лёгкой атлетики.

## Комментарии
1. ↑  См. документы Архивная копия от 7 июня 2017 на Wayback Machine о запросе Архивная копия от 2 июня 2015 на Wayback Machine и разрешении Архивная копия от 2 июня 2015 на Wayback Machine на ношение награды в США.
2. ↑  См. документ Архивная копия от 2 июня 2015 на Wayback Machine о награждении французским военным атташе.